# Samuel Bowong Tsakou
Samuel Bowong Tsakou , né le 1er juillet 1971 à Nkongsamba, est enseignant et chercheur camerounais en mathématiques.

## Biographie

### Vie et éducation
Samuel Bowong  est né 1 juillet 1971 à Nkongsamba au Cameroun.
En 2003, il obtient un doctorat en Mathématiques Appliquées à l'université de Metz, sous la direction de Gauthier Sallet intitulé Contribution à la stabilisation et stabilité des systèmes non linéaires : Applications à des systèmes mécaniques et épidémiologique,

### Carrière

#### Enseignement
En 2021, il est professeur et chef de département de Mathématiques et Informatiques à la Faculte des sciences de l'Université de Douala, Cameroun.

#### Recherches
Samuel Bowong est membre et responsable de plusieurs équipes de recherches.
- Responsable de l'équipe "Modélisation, analyse et simulation en épidémiologie et immunologie" (GRIMCAPE)[5].
- Membre de l'équipe EPIdemiological modelling and control for Tropical AGriculture ( EPITAG)[6].
- Membre de l'Unité de Modélisation Mathématique et Informatique des Systèmes Complexes (UMISCO)[7].

## Publications
Samuel Bowong a publié plus d'une centaines articles depuis son master,,.

### Biomathématiques
- Modélisation mathématique de la pandémie COVID-19 dans le contexte de l'Afrique subsaharienne : une prévision à court terme au Cameroun et au Gabon[11],[12]